# Epicoma protrahens
Epicoma protrahens är en fjärilsart som beskrevs av T.P.Lucas 1890. Epicoma protrahens ingår i släktet Epicoma och familjen tandspinnare. Inga underarter finns listade i Catalogue of Life.